# Rafik Halliche
Rafik Halliche - em árabe, رفيق حليش (Argel, 2 de setembro de 1986) é um futebolista argelino que joga actualmente no Moreirense.

## Carreria
Começou a sua carreira no NA Hussein-Dey no seu país natal, a Argélia, tendo lá jogado durante três épocas tendo-se notabilizando bastante e assinando pelo SL Benfica, não sendo muito feliz no clube da Luz sendo emprestado sucessivamente.
No Nacional jogou durante duas épocas e meia sendo uma peça importante na manobra da equipa insular ajudando o clube a chgar à Liga Europa na segunda época no clube.
Em Janeiro de 2010 mudou-se para Inglaterra para o Fulham onde não se impôs saindo apòs época e meia no clube. Em 2012 ingressou na Académica sendo titular e um dos jogadores-chave da equipa a par de Ricardo e Marinho. Terminou contrato em Julho de 2014 e encontra-se actualmente está no Qatar SC.
Ele representou o elenco da Seleção Argelina de Futebol no Campeonato Africano das Nações de 2013.